# Charlotte Crosby
Charlotte Letitia Crosby (Sunderland; 17 de mayo de 1990) es una personalidad de la televisión de realidad inglesa de Sunderland, conocida principalmente por aparecer en la serie de realidad de MTV Geordie Shore. También ganó la serie doce de Celebrity Big Brother en 2013.

## Primeros años
Crosby nació en Sunderland y estudió en la Academia Católica de las niñas de San Antonio, donde completó sus exámenes de nivel A. Originalmente considerando estudiar criminología en la universidad, audicionó con éxito y fue elegida para aparecer en la serie de realidad basada en Tyne and Wear, Geordie Shore.

## Carrera
En noviembre de 2012, junto con sus miembros del elenco de Geordie Shore, Crosby apareció en los MTV Europe Music Awards de 2012, donde presentaron el premio al Mejor Hombre, que ganó Justin Bieber. En febrero de 2013, Crosby apareció en el programa de televisión The Sarah Millican junto a los miembros del elenco de Geordie Shore, Gary Beadle, James Tindale y Holly Hagan.
El 23 de agosto de 2013, Crosby comenzó a aparecer en la duodécima serie de Celebrity Big Brother. El 13 de septiembre, ganó la serie superando al segundo finalista, Abz Love.
En 2013, Charlotte recibió los BBC Radio 1 Teen Awards. Crosby es panelista habitual en This Morning, panel del grupo de moda 'Rate or Slate' y también ha aparecido regularmente en el panel para ITV Shows, Britain's Got More Talent, Xtra Factor y Celebrity Juice. En enero de 2014, se confirmó que Crosby tendría su propia serie de realidad sobre TLC, donde pasará un tiempo en diferentes culturas extremas y vivirá con algunas de las comunidades únicas del mundo. "Estoy entusiasmada con mi nuevo programa con TLC. ¡Literalmente quiero correr gritando sobre eso desde los tejados!"  La serie se llama The Charlotte Crosby Experience.
A principios de enero de 2015, MTV anunció que Crosby iba a participar en la segunda temporada del reality show Ex on the Beach. La serie se estrenó más tarde ese mes el 27 de enero. Charlotte se unió al elenco en la villa en el quinto episodio, apareciendo como una ex Gary Beadle.
Charlotte de vez en cuando es anfitriona de MTV News y también tenía una columna regular en Star Magazine. El 19 de septiembre de 2015, Crosby y su casa aparecieron en el programa de panel de comedia Through the Keyhole. Charlotte también ha aparecido en programas como "Staying In", Fake Reaction, "Most Shocking Celebrity Moments", 50 momentos más divertidos, momentos totalmente indignantes. 
La autobiografía de Crosby, ME ME ME, se publicó en julio de 2015 y pasó cinco semanas en el primer lugar. El 4 de agosto de 2015, Crosby apareció en Innuendo Bingo de BBC Radio 1.
Crosby tenía su propio programa en Chart Show TV llamado "Propa Mint Party de Charlotte Crosby", donde interpretaba una colección de sus videos musicales favoritos. Crosby es colaborador del show documental de Channel 4, 'A Granny's Guide to the Modern World'. Ella ofrece una visión de la vida como una celebridad para la generación anterior. En agosto de 2016, Crosby narró la serie de documentales y reality Channel 5 Tattoo Disasters U.K. En agosto de 2016, anunció que aparecerá en el nuevo programa de citas E4 Celebs Go Dating, que dará la ocasión a los no famosos de conocer a celebridades. La serie se desarrolló desde finales de agosto hasta mediados de septiembre de 2016. En octubre de 2016, Crosby apareció en Celebrity Storage Hunters UK como compradora en la Temporada 1. Más tarde ese mismo mes apareció Crosby en Tipping Point: Lucky Stars con el comediante Jimmy Carr y la leyenda del boxeo David Haye, donde compitieron con la esperanza de ganar £ 20,000 para caridad.
En diciembre de 2016, Crosby fue la estrella de MTV pregunta a Charlotte Crosby en su mansión recién comprada en el noreste de Inglaterra. Más tarde ese mes hizo una aparición especial en el especial navideño de In Bed with Jamie en E4, que también se instaló en su casa. El día de Navidad de 2016, Crosby hizo su debut como presentadora de radio en Heat Radio, donde copresentó un espectáculo de la tarde con Lucie Cave.
Crosby es también un embajadora de la marca oficial de la gama de productos para el cuidado del cabello de Mark Hill. 
Del 27 de febrero al 3 de marzo de 2017, Crosby fue presentadora suplente en el programa de desayuno Capital North East, mientras que los anfitriones habituales se tomaron una semana libre. Posteriormente epetiría dicho papel en junio de 2018. En junio de 2017, Crosby publicó su segunda autobiografía, Brand New Me. A diferencia de su primer libro, fue publicado en un formato de diario. El libro se convirtió en un best-seller del Sunday Times, el segundo de los libros de Crosby alcanzó su punto máximo en el número 1.
En 2018 se confirmó que Crosby protagonizaría su propia serie de realitys de mosca en la pared para ser transmitida por MTV. La serie, The Charlotte Show, se confirmó para su estreno el miércoles 28 de marzo de 2018. Luego en 2019 se renovó para una segunda temporada que se estrenará el 30 de enero.

### DVD y Libros
El 26 de diciembre de 2014, Crosby lanzó su primer DVD de ejercicios titulado "Charlotte's 3 Minute Belly Blitz" a un éxito abrumador. El DVD de ejercicios presentó a Richard Callendar del experto en pérdida de peso y fama de The Biggest Loser de ITV, David Souter. Rápidamente se convierte en el DVD de fitness de más rápido venta en el Reino Unido, ya que cambió 101,000 copias en sus primeras cuatro semanas en venta y superó el "Dirty Dancing's Official Dance Workout" de 2008, que vendió 77,000 copias en el mismo período de tiempo. 3 Minute Belly Blitz encabezó la lista oficial de deportes y estado físico después del lanzamiento y también quitó Frozen de Disney de la cima de las listas oficiales de DVD. En un mes se convirtió en el sexto DVD de ejercicio más vendido de la década. A fines de 2015 era el 31.er DVD más vendido del año. Desde su lanzamiento, se ha mantenido continuamente en los extremos superiores de los gráficos de DVD de Sports & Fitness. 
Al año siguiente, el 26 de diciembre de 2015, Crosby lanzó su segundo DVD de ejercicios llamado "Charlotte's 3 Minute Bum Blitz". El objetivo del DVD es conseguir un "culo más durazno". Utiliza los mismos entrenadores que 3 Minute Belly Blitz.
En abril de 2016, Crosby publicó su primer libro sobre salud y estado físico y su segundo libro en general hasta la fecha, Live Fast, Lose Weight: Fat to Fit. El libro presenta los consejos y trucos de Charlotte para mantenerse en forma y 80 recetas para un estilo de vida saludable.
En enero de 2018, Crosby publicó su segundo libro sobre salud y bienestar, 30 Day Blitz, que promocionó con una serie de firmas en todo el Reino Unido.

### Nostalgia
A mediados de 2014, Crosby lanzó su línea de moda llamada Nostalgia, en asociación con el minorista de moda en línea británico 'In The Style'. La nostalgia contiene ropa de mujer, como camisetas, vestidos, monos y trajes cortos. A principios de 2016, Crosby se expandió con el lanzamiento de su primera colección de trajes de baño para Nostalgia. Realizó una sesión de fotos en Australia, donde también filmó la publicidad en línea y de televisión.

## Vida personal
Crosby tuvo una relación intermitente con Gary Beadle durante la grabación de Geordie Shore, desde 2013 hasta 2016. Crosby sufrió un embarazo ectópico y fue trasladada al Hospital St John and Elizabeth en Londres, donde fue sometida a una cirugía para salvar su vida que incluía la eliminación de la trompa de falopio izquierda. Su relación se terminó poco después debido a rumores de infidelidad por parte de él.
En marzo del 2017 se confirma su relación con Stephen Bear que para aquel entonces trabajaba con ella en Just Tattoo of Us. Pocos meses después terminaron.
Estuvo en una relación con Josh Ritchie desde marzo de 2018 hasta 2019.
En abril de 2022 publicó que esperaba un hijo con su novio Jake Ankers. Su hija nació el 15 de octubre de 2022.

## Filmografía
| Año             | Show                                  | Personaje             | Nota                                   |
| --------------- | ------------------------------------- | --------------------- | -------------------------------------- |
| 2011–2016, 2022 | Geordie Shore                         | Ella Misma            | Reparto principal (temporada 1–12, 23) |
| 2013            | Celebrity Big Brother                 | Ella Misma            | Concursante (temporada 12)             |
| 2014            | The Charlotte Crosby Experience       | Ella Misma            | Reparto principal                      |
| 2015            | Ex On The Beach Reino Unido           | Ella Misma            | Ex de Gary Beadle (Temporada 2)        |
| 2016            | Charlotte Crosby's Propa Mint Party   | Ella Misma            | Presentadora                           |
| 2016            | Tattoo Disasters UK                   | Ella Misma            | Narradora y presentadora               |
| 2016, 2019      | Celebs Go Dating                      | Ella Misma            | Participante; Temporada 1 y 7          |
| 2016            | Celebrity Storage Hunters UK          | Ella Misma            |                                        |
| 2017–presente   | Just Tattoo Of Us                     | Ella Misma            | Presentadora                           |
| 2017            | Drunk History UK                      | Madre de Isaac Newton | Elenco recurrente                      |
| 2017            | Celeb Ghost Hunt Live                 | Ella Misma            | Especialista                           |
| 2017            | Single AF                             | Ella Misma            | Narradora y presentadora               |
| 2018–presente   | The Charlotte Show                    | Ella Misma            | Reparto principal                      |
| 2019            | Celebrity Coach Trip                  | Ella Misma            | Participante; Temporada 4              |
| 2019            | Celebridades Imposibles               | Ella Misma            | Participante; Temporada 2              |
| 2019–20         | Geordie Shore OG's                    | Ella Misma            | Invitada (temporada 1–3)               |
| 2020            | I'm a Celebrity...Get Me Out of Here! | Ella Misma            | Participante; Temporada 6              |
| 2020            | Celebrity Come Dine With Me           | Ella Misma            | Participante; 3° Lugar                 |
| 2020            | MTV Games Night with Charlotte Crosby | Ella Misma            | Presentadora                           |
| 2020            | Charlotte Crosby’s Lockdown Laughs    | Ella Misma            | Presentadora                           |
| 2020            | Geordie Shore: Their History          | Ella Misma            | Reparto principal                      |
| 2021            | The Celebrity Circle                  | Ella Misma            | Participante; Temporada 1              |
| 2021            | Geordie React                         | Ella Misma            | Reparto principal                      |
| 2021            | Geordie Shore: Ten Years On The Toon  | Ella Misma            | Reparto principal                      |

### Apariciones como invitada
- The Sarah Millican Television Programme
- Big Brother's Bit on the Side
- The Wright Stuff
- Celebrity Juice
- This Morning
- Celebrity Wedding Planner
- The Xtra Factor
- Fake Reaction
- Viral Tap
- Britain's Got More Talent
- Tricked
- Safeword
- Through the Keyhole
- Release the Hounds
- Up Late with Rylan
- Loose Women
- A Granny's Guide to the Modern World
- Tipping Point: Lucky Stars
- In Bed with Jamie at Christmas
- Ireland AM –
- Celebrity Psych Test
- The 6 O'Clock Show
- Pointless Celebrities
- The Reality TV Story
- The Crystal Maze
- CelebAbility
- MTV TOP 100 Germany

- Good Morning Britain (25 de enero de 2019)
- MTV Hits Brazil (25 de enero de 2019)
- The Big Fat Quiz of the Decade (2 de enero de 2020)
- Studio 10 (enero, febrero y abril de 2020)
- The Project (30 de enero de 2020)
- Have You Been Paying Attention? Nueva Zelanda (26 de febrero de 2020)
- Have You Been Paying Attention? Australia (28 de septiembre de 2020)
- Celebrity Mastermind (19 de diciembre de 2020)